# Moïse Nordmann
Pour les articles homonymes, voir Nordmann.
Moïse Nordmann né le 20 septembre 1809 à Hégenheim (Haut-Rhin) et mort le 24 avril 1884 à Bâle est un rabbin et écrivain juif alsacien.
Il est rabbin à Hégenheim et sa région, mais également à Bâle, Berne, La Chaux-de-Fonds et à Avenches. Sous son égide est construite la première synagogue de Bâle, inaugurée en septembre 1850.
Nordmann a également joué un rôle important pour les Juifs en Suisse. A son époque, ils devaient encore lutter contre des discriminations particulières. La Suisse cherchait un accord commercial avec la France, mais les mesures discriminatoires contre les Juifs faisaient obstacle. A ce moment important, Nordmann démontra à l'envoyé américain Theodor S. Fay les difficultés des communautés juives dans la région, et l'écrit de Fay qui s'est ensuivi eut beaucoup d’influence dans la lutte pour la libre circulation des juifs en Suisse,. 
En 1865, il inaugura la Synagogue de Berne, en 1863 la synagogue de La Chaux-de-Fonds,  en 1865 la synagogue d'Avenches. En 1868, il inaugure la seconde et actuelle synagogue de Bâle.